# آتوبیانکی ای۱۱۲
آتوبیانکی ای۱۱۲ (به ایتالیایی: Autobianchi A۱۱۲) خودرویی است که در سال‌های ۱۹۶۹–۱۹۸۶ توسط شرکت خودروسازی آوتوبیانکی تولید شده‌است. طول آن در حالت طبیعی ۳٬۲۳۰ میلیمتر (۱۲۷٫۲ اینچ) و عرض آن در حالت طبیعی ۱٬۴۸۰ میلیمتر (۵۸٫۳ اینچ) و وزن آن در حالت طبیعی ۶۷۰ کیلوگرم (۱٬۴۷۷ پوند) است. سیستم جعبه‌دندهٔ آن ۵ دنده به صورت دستی است.

## نگارخانه

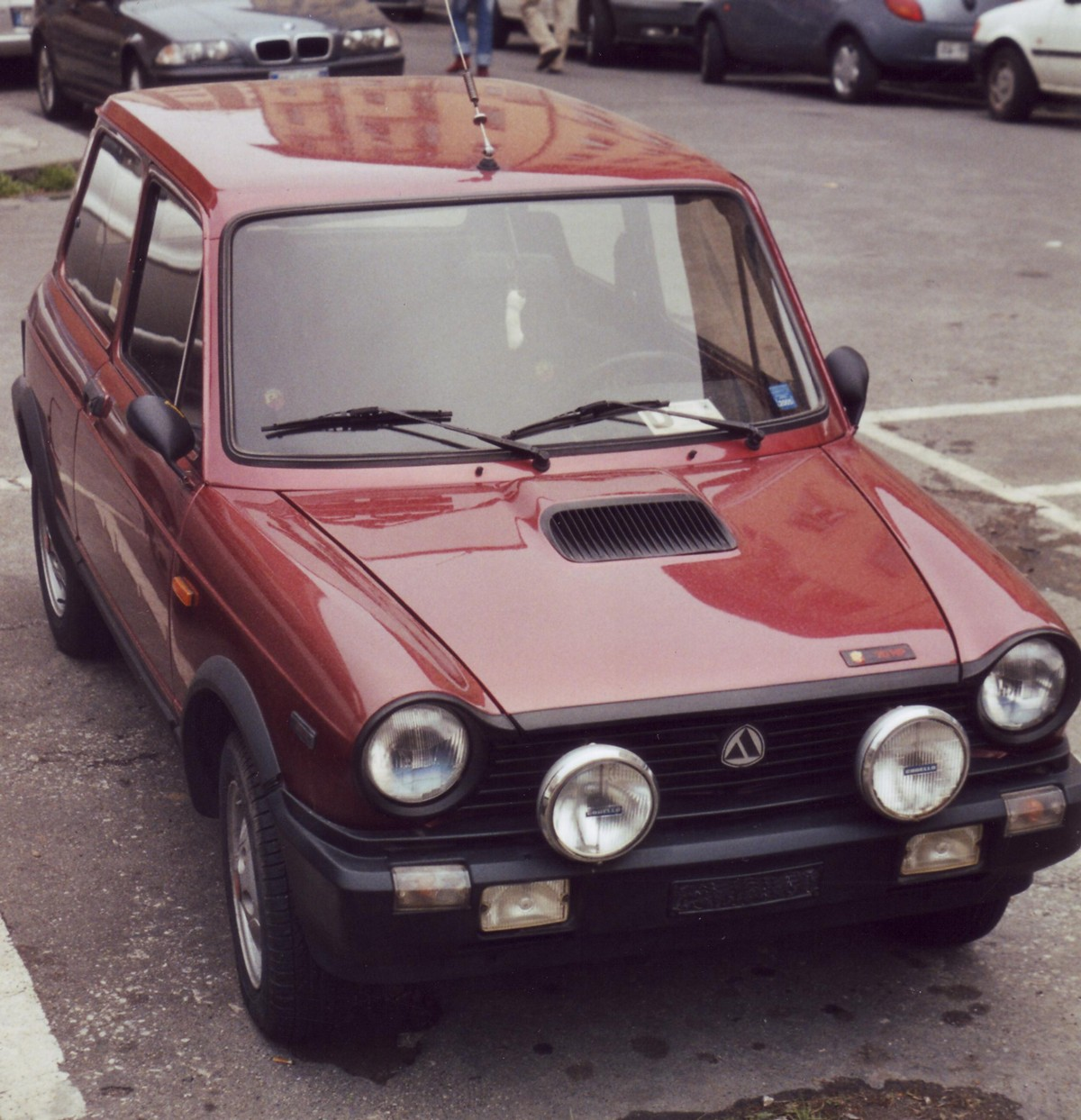
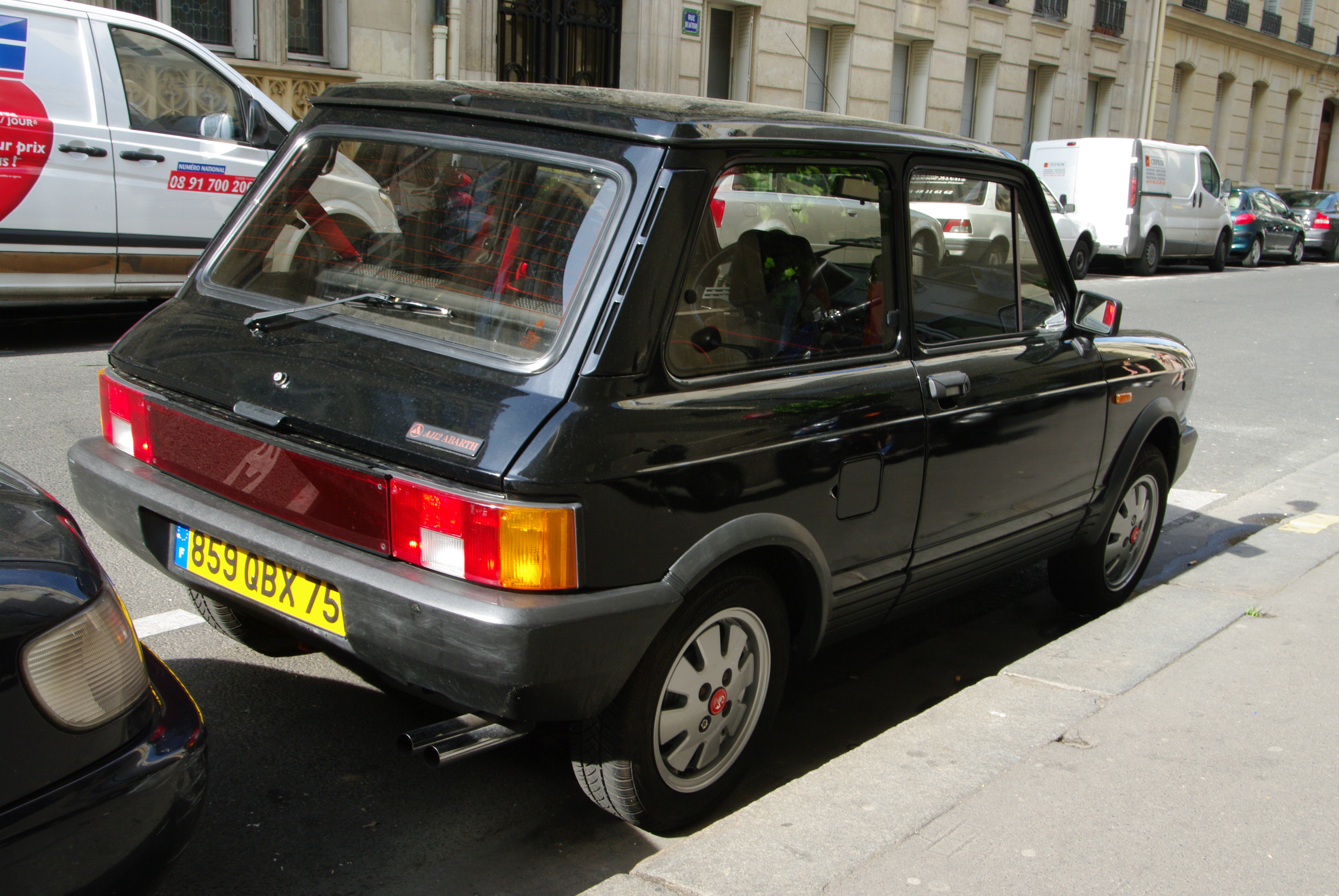